# Adam Ungnad ze Sonnecku
Adam Ungnad ze Sonnecku, také ze Suneku (německy Adam Ungnad von Sonnegg; † 1565) byl rakouský šlechtic z rodu Ungnadů z Weissenwolffu, který měl v držení velká panství v jižních Čechách a po polovině 16. století patřil k nejbohatším šlechticům Českého království. Žádné vysoké zemské ani dvorské úřady nezastával.

## Původ
Narodil se jako nejstarší syn Ondřeje Ungnada ze Sonnecku (1499–1557) a jeho druhé manželky Bohunky z Pernštejna (1517–1550). Adamova rodina se přiklonila k luteránství a šířila protestantskou víru prostřednictvím tisků.

## Majetek
Po smrti otce v roce 1557 činil Adamův majetek 84 368 kop grošů, což ho učinilo sedmým nejbohatším šlechticem v království.
Od roku 1555 měl Adam v zástavním držení rozlehlé panství Hluboká. Tehdy mu ho na dobu šesti let postoupila Anna Hofmannová z Grünbühelu, provdaná Ungnadová, Adamova nevlastní matka. Panství bylo postoupeno jemu i jeho bratru Davidovi, ale správy se ujal starší Adam. Panství do rodiny jako věno přinesla Adamova matka Bohunka z Pernštejna. Adamův otec Ondřej pak na panství zakládal dvory a rybníky, které měly zvýšit zisk, avšak naopak rodinu přivedly do dluhů. Ve špatném hospodaření pokračoval i Adam.
V roce 1561 česká královská komora zadlužené hlubocké panství, ke kterému patřil hrad Hluboká, dvory, vinice, pivovary, rybníky a další příslušenství, dále tvrze v Dívčicích, Zvíkovci a Protivíně, městečka Podhradí, Lišov, Purkarec a Kamýk nad Vltavou, vyplatila a v následujícím roce je prodala nejvyššímu kancléři Českého království Jáchymovi z Hradce (1526–1565) do dědičného vlastnictví. Král Ferdinand I. dal přednost katolickému rodu pánů z Hradce před luteránskými Ungnady, kteří panovníkovu důvěru ztratili.
Zmíněné protivínské panství získal Adamův otec od Jana IV. z Pernštejna v roce 1534.
Manželka Alžběta Thurzová byla majitelkou panství Hlohovec (Freistadt an der Waag) v Horních Uhrách.

## Rodina
Adam Ungnad se 2. listopadu 1561 v Hlohovci oženil s Alžbětou Thurzovou z Bethlenfalvy († 1573 nebo 1574), dcerou Alexeje I. Thurza (1490–1543), uherského místodržícího v letech 1534–1542, a jeho druhé manželky Magdalény Székely z Ormosdu († 1556). Adama doprovázel jeho přítel Pavel Korka z Korkyně. Alegorická glorifikace svatby mezi Adamem Ungnadem a Alžbětou Thurzovou se odrazila v anonymní latinské básni  Carmen in honorem generosi ac illustris domini, domini Adami Ungnad, baronis in Sonneck, et Sponsi et nobilissimae dominae, dominae Elisabethae Thurzin á Bethlemsfelda.
Pro Alžbětu to byl už druhý sňatek. Poprvé se provdala 24. dubna 1552 za Jaroslava z Pernštejna (1528–1560). Po Adamově smrti se provdala potřetí asi v roce 1565 za Julia I. ze Salm-Neuburgu († okolo 1595).
Alžběta v manželství s Adamem otěhotněla, avšak v lednu 1564 potratila. Sama byla tehdy v ohrožení života.
Důsledkem několika sňatků vznikla příbuzenská aliance rodů Pernštejnů, Thurzů, Salmů, Ungnadů, Popelů z Lobkowicz, Arců, Rožmberků a Kolowratů.
Adamův mladší bratr David Ungnad ze Sonnecku (1535–1600) byl císařským vyslancem na osmanském dvoře v Istanbulu (1573–1578), dvorským válečným radou a prezidentem dvorské válečné rady (1584–1599). Dále měl sestru Mariannu a Annu Marii.
Adamovým švagrem byl Jaroslav II. Liebsteinský z Kolowrat (1549–1595).